# Котлянка
Котлянка — река в России, протекает в Вологодской области, в Кичменгско-Городецком и Великоустюгском районах. Устье реки находится в 3 км по левому берегу реки Контюг. Длина реки составляет 23 км.
Исток реки находится в Кичменгско-Городецком районе в 39 км к юго-востоку от посёлка Полдарса (центра Опокского сельского поселения). Первые километры течёт по Кичменгско-Городецкому району, остальное течение — в Великоустюгском районе. Течёт по ненаселённому лесу на север, затем на восток. Русло — извилистое. Крупнейший приток — Чернушка (правый). Населённых пунктов на берегах нет.

## Данные водного реестра
По данным государственного водного реестра России относится к Двинско-Печорскому бассейновому округу, водохозяйственный участок реки — Северная Двина от начала реки до впадения реки Вычегда, без рек Юг и Сухона (от истока до Кубенского гидроузла), речной подбассейн реки — Сухона. Речной бассейн реки — Северная Двина.
Код объекта в государственном водном реестре — 03020100312103000009555.